# Harmstonia panamensis
Harmstonia panamensis är en tvåvingeart som beskrevs av Robinson 1975. Harmstonia panamensis ingår i släktet Harmstonia och familjen styltflugor.
Artens utbredningsområde är Panama. Inga underarter finns listade i Catalogue of Life.